# 普法瑟峰
普法瑟峰（德語：Pfasserspitze），是中歐的山峰，位於奧地利和意大利接壤的邊境，屬於厄茨塔尔山的一部分，距離後施韋策山0.5公里，海拔高度3,444米。